# Paul Wolffram
Paul Wolffram (* 14. Februar 1860 in Erfurt; † April 1932 ebenda) war ein deutscher Ministerialbeamter in Preußen.

## Leben
Wolffram bestand 1877 am Gymnasium Erfurt die Abiturprüfung. Ab 1878 studierte er an der Eberhard-Karls-Universität Rechtswissenschaft. Am 20. Januar 1879 wurde er im Corps Borussia Tübingen recipiert. Zum Sommersemester 1879 wechselte er an die Ludwig-Maximilians-Universität München. Nach zwei Semestern an der Schlesischen Friedrich-Wilhelms-Universität ging er zum Wintersemester 1881/82 an die Friedrichs-Universität Halle, wo er auch im Corps Normannia-Halle aktiv wurde. Er bestand 1883 das Referendar- und schon 1887 das Assessorexamen.
Im selben Jahr trat er von der Rechtspflege in die Finanzverwaltung des Königreichs Preußen über. Seit dem Dreikaiserjahr Regierungsassessor, war er tätig im niederschlesischen Neurode (1889), bei der Provinzial-Steuerdirektionen in Münster (bis Juli 1891) und Berlin (bis Oktober 1892). Als Oberzollinspektor kam er nach Aachen, wo er 1895 zum Regierungsrat ernannt wurde. 1896–1898 war er Mitglied der Oberzolldirektion Breslau. Als Geheimer Regierungsrat und Vortragender Rat kam er 1898 für 14 Jahre an das Reichsamt des Innern. 1901 erhielt er hier den Charakter als Geheimer Oberregierungsrat. 1912 trat er als Wirklicher Geheimer Oberfinanzrat in das Preußische Finanzministerium über. Ab 1913 war er bis zu seinem Ruhestand stellvertretender Bevollmächtigter Preußens zum Bundesrat bzw. Reichsrat. Er wurde Ministerialdirigent der Abteilung für die Verwaltung der Zölle und indirekten Steuern. Ab 1915 war er Mitglied des Preußischen Landesamts für Futtermittel und im Aufsichtsrat der neu gegründeten Zentral-Einkaufsgesellschaft (ZEG). Im Juni 1923 trat er in den Ruhestand.
Verheiratet war er seit 1915 mit Meta, geb. Wolff, verw. Münchgesang. Wolffram starb mit 72 Jahren und wurde am 13. April 1932 in Erfurt beerdigt.

## Ehrungen
- Roter Adlerorden 2. Klasse mit Stern
- Königlicher Kronen-Orden (Preußen) 2. Klasse mit Stern
- Großkomtur des Oldenburgischen Haus- und Verdienstordens des Herzogs Peter Friedrich Ludwig
- Komtur des (mecklenburgischen) Greifenordens
- Großoffizier des Ordens der Krone von Rumänien
- Großoffizier des (serbischen) St.-Sava-Ordens
- Großoffizier des (bulgarischen) St. Alexander-Ordens
- Eisernes Kreuz am weißen Bande
- Ehrenmitglied des Corps Borussia Tübingen (10. August 1919)